# 库夫施泰因
庫夫施泰因（德語：Kufstein，法語發音：[ˈkʊfˌʃtaɪ̯n] ⓘ）是奥地利蒂罗尔州庫夫施泰因縣首府，位于因河畔，面积39.37平方公里，人口17,497人（2006年），为蒂罗尔州第二大城市。